# 星野おさむ
星野 おさむ（ほしの おさむ、本名：星野 修（読み同じ）、1970年5月4日 - ）は、埼玉県大宮市（現：さいたま市西区）出身の元プロ野球選手（内野手）。監督、コーチ。
選手時代は登録名を阪神時代は本名「星野 修」で、近鉄・楽天時代は「星野 おさむ」としていた。
NPBにおける大阪近鉄バファローズ公式戦最後の打者（詳細後述）で、東北楽天ゴールデンイーグルス創設時の選手の1人。現役引退後は、日本の独立リーグ2球団の監督を経て、福島レッドホープスでゼネラルマネジャーと総合コーチおよび監督代行を務めた。2025年からは千葉スカイセイラーズのゼネラルマネージャーを務める。

## 来歴・人物

### プロ入り前
元来は投打とも右利きであるが、野球に興味を始めた幼稚園の頃に、実父の指導で左打ちへ取り組み始めた。
小学生時代には、内野手としてリトルリーグの大宮リトルでプレー。埼玉県立福岡高等学校への進学後は、1年時から4番打者を任されたほか、投手として登板することもあった。在学中は甲子園球場の全国大会と無縁であったが、対外試合では通算で打率.450、25本塁打という好成績を残していた。
1988年にドラフト外扱いで阪神タイガースに入団。阪神では翌1989年からドラフト会議で指名した選手だけを新人選手として入団させる方針に切り替えたため、結果として、高校からドラフト外で阪神へ入団した最後の選手になった（NPBは1990年限りでドラフト外入団制度を廃止）。入団当初の背番号は68で、担当スカウトの今成泰章（今成亮太の実父）は、星野の入団に際して「（同じ左打ちの内野手でこの年に引退した）掛布雅之と入れ替わったと思って下さい」というコメントを残している。

### 阪神時代
入団4年目までの1992年までは二軍生活に終始していたが、1991年にはウエスタン・リーグの最終規定打席に到達。76試合の出場で打率.262、2本塁打、16打点という成績を残した。後年述懐したところによれば、入団当初の二軍内野守備コーチだった永尾泰憲からは、野球の技術以上に社会人としての言葉遣いや礼儀を厳しく教え込まれたという。
1993年4月20日の対ヤクルトスワローズ戦（明治神宮野球場）に、代打で一軍公式戦へデビュー。同年には16試合に出場したが、翌1994年には、代走で1試合起用されただけにとどまった。
1995年に一軍公式戦67試合で打率.339の好成績を残すと、1996年には、6月8日の対横浜ベイスターズ戦（札幌市円山球場）5回表に斎藤隆から代打逆転満塁本塁打を記録した。内野手出身の吉田義男が三たび阪神の監督へ就任した1997年には、内野の全ポジションを守るなど、一軍公式戦117試合の出場。打率は.252ながら、平塚克洋と並んでチーム2位の20二塁打を放った。
1998年から、背番号を12に変更。9月16日のウエスタン・リーグ公式戦（広島東洋カープ由宇練習場での対広島東洋カープ戦）では、「2打席連続三振出塁」という珍しい記録を樹立している。
監督が吉田から野村克也に代わった1999年には、一軍公式戦89試合の出場で打率.276を記録した。この年を境に一軍公式戦への出場機会を減らしながらも、入団時のコーチだった永尾と同様に、野村から大きな影響を受けていた。ウエスタン・リーグの公式戦では、同年以降高い打率を残していたが、野村が監督を退任した2001年限りで戦力外通告。後に大阪近鉄バファローズの入団テストに合格した。

### 近鉄時代
移籍を機に、登録名を星野おさむへ変更。背番号62で心機一転を図ったものの、移籍1年目の2002年には、一軍公式戦でわずか9試合の出場にとどまった。もっとも、起用法が阪神時代と大きく変わったことから、持ち前の観察眼に磨きを掛けていたという。
2003年には、一軍公式戦111試合に出場。一軍の内野陣に故障や打撃の不調が相次いだことから、内野全ポジションでのスタメン出場を経験したほか、打撃面でも12本塁打、打率.274とキャリアハイの成績を残した。
2004年には、一軍公式戦73試合に出場。近鉄球団がオリックス・ブルーウェーブとの合併によってこの年限りで消滅することを背景に、一軍の本拠地最終戦（9月24日に大阪ドームで催された対西武ライオンズ戦）および、球団最後の公式戦（9月27日にヤフーBBスタジアムで催された対オリックス戦）で最後の打者として球史に名を残した（詳細後述）。上記の事情に伴うシーズン終了後の選手分配ドラフト会議で、新規参入球団の東北楽天ゴールデンイーグルスへ移籍。

### 楽天時代
2005年には、一軍公式戦20試合に出場。シーズン終了後に戦力外通告を受けたことを機に、現役を引退した。

### 現役引退後
楽天球団に残って、二軍守備・走塁コーチ（2006年）、一軍打撃コーチ補佐（2007年）、二軍打撃コーチ（2008年 - 2010年）を歴任。2006年から2009年までは野村が一軍監督を務めていたため、2007年には、阪神時代に続いて野村の薫陶を受けていた。
2011年から2013年までは、四国アイランドリーグplusの愛媛マンダリンパイレーツで監督を務めた。愛媛球団では、監督業のかたわら、裏方、チーム運営、スポンサー探しなどの役割も兼務。監督2年目の2012年後期リーグ戦で、チーム4年振りの半期優勝を達成したが、就任時以来の目標だった総合優勝には至らなかった。
地元の埼玉県内で武蔵ヒートベアーズが2015年からベースボール・チャレンジ・リーグ（BCリーグ）への参入を表明したことを背景に、愛媛退団直後の2013年12月24日付で武蔵球団のアドバイザーに就任。翌2014年10月27日から武蔵球団の初代監督を務めたものの、2015年前期途中の5月8日に一身上の都合で退任した。
武蔵球団を退団した直後からは、球団創設時のスポンサーだった株式会社清水運輸に勤務。公式ホームページの刷新を手掛けたほか、トラックのサイドパネルにデザインを施すボディープリント事業の展開に大きく貢献した。
清水運輸では取締役を任されていたが、2018年に、福島ホープスの総合コーチとしてBCリーグに復帰。同年のシーズン終了後に、経営母体の変更でチーム名を「福島レッドホープス」に改めたことを機に、11月22日からゼネラルマネジャーを兼務している。2021年8月28日、体調不良により休養した監督の岩村明憲に代わる監督代行に就任。シーズン終了後の9月22日に、コーチとGMを退任することが発表された。
2021年12月からは、岡部憲章が総監督を務める女子硬式野球チーム「ZENKO BEAMS」のヘッドコーチに就任した。
2025年1月7日、BCリーグ準加盟チームである千葉スカイセイラーズのゼネラルマネージャーに就任したことが発表された。

## エピソード

### 近鉄最後の公式戦（2004年）
チームの本拠地（大阪ドーム）最終戦であった9月24日の対西武戦では、8回表から二塁の守備に就くと、同点で迎えた延長11回裏1死2塁の打席で森慎二から右翼線に二塁打を放った。チームはこの一打でサヨナラ勝利を収めたため、星野は球団の公式戦で最後のサヨナラ安打と勝利打点を記録した選手として、球史に名を残した。
さらに、近鉄球団の合併相手であるオリックス・ブルーウェーブと相対した9月27日のパシフィック・リーグレギュラーシーズン最終戦（ヤフーBBスタジアム）では、2 - 7というスコアで迎えた9回表2死無走者の場面で打席に登場。山口和男の前に二塁へのゴロに倒れた結果、近鉄の公式戦最終打者として再び名を残す一方で、チームは黒星で55年の歴史に幕を閉じた。

## 詳細情報

### 年度別打撃成績
| 年 度      | 球 団      | 試 合 | 打 席 | 打 数 | 得 点 | 安 打 | 二 塁 打 | 三 塁 打 | 本 塁 打 | 塁 打 | 打 点 | 盗 塁 | 盗 塁 死 | 犠 打 | 犠 飛 | 四 球 | 敬 遠 | 死 球 | 三 振 | 併 殺 打 | 打 率 | 出 塁 率 | 長 打 率 | O P S |
| ---------- | ---------- | ----- | ----- | ----- | ----- | ----- | -------- | -------- | -------- | ----- | ----- | ----- | -------- | ----- | ----- | ----- | ----- | ----- | ----- | -------- | ----- | -------- | -------- | ----- |
| 1993       | 阪神       | 16    | 24    | 21    | 4     | 5     | 1        | 0        | 0        | 6     | 0     | 0     | 1        | 0     | 0     | 3     | 1     | 0     | 4     | 0        | .238  | .333     | .286     | .619  |
| 1994       | 阪神       | 1     | 0     | 0     | 0     | 0     | 0        | 0        | 0        | 0     | 0     | 0     | 0        | 0     | 0     | 0     | 0     | 0     | 0     | 0        | ----  | ----     | ----     | ----  |
| 1995       | 阪神       | 67    | 143   | 127   | 23    | 43    | 5        | 0        | 2        | 54    | 12    | 3     | 2        | 3     | 1     | 10    | 0     | 2     | 24    | 6        | .339  | .393     | .425     | .818  |
| 1996       | 阪神       | 84    | 177   | 168   | 11    | 39    | 7        | 1        | 2        | 54    | 14    | 0     | 2        | 1     | 1     | 6     | 0     | 1     | 39    | 0        | .232  | .261     | .321     | .583  |
| 1997       | 阪神       | 117   | 326   | 298   | 24    | 75    | 20       | 3        | 2        | 107   | 23    | 5     | 3        | 5     | 0     | 20    | 0     | 3     | 70    | 2        | .252  | .305     | .359     | .664  |
| 1998       | 阪神       | 59    | 143   | 128   | 4     | 23    | 6        | 1        | 0        | 31    | 2     | 0     | 1        | 3     | 0     | 10    | 0     | 2     | 27    | 3        | .180  | .250     | .242     | .492  |
| 1999       | 阪神       | 89    | 187   | 163   | 20    | 45    | 15       | 0        | 2        | 66    | 19    | 4     | 3        | 4     | 2     | 18    | 1     | 0     | 28    | 3        | .276  | .344     | .405     | .749  |
| 2000       | 阪神       | 37    | 57    | 51    | 8     | 11    | 0        | 0        | 1        | 14    | 3     | 1     | 0        | 0     | 1     | 4     | 1     | 1     | 13    | 0        | .216  | .281     | .275     | .555  |
| 2001       | 阪神       | 55    | 72    | 60    | 6     | 13    | 1        | 1        | 1        | 19    | 5     | 2     | 0        | 2     | 1     | 9     | 2     | 0     | 12    | 2        | .217  | .314     | .317     | .631  |
| 2002       | 近鉄       | 9     | 13    | 12    | 0     | 1     | 1        | 0        | 0        | 2     | 1     | 0     | 0        | 0     | 0     | 1     | 0     | 0     | 4     | 1        | .083  | .154     | .167     | .321  |
| 2003       | 近鉄       | 111   | 370   | 325   | 43    | 89    | 10       | 2        | 12       | 139   | 51    | 10    | 1        | 5     | 1     | 36    | 0     | 3     | 49    | 3        | .274  | .351     | .428     | .778  |
| 2004       | 近鉄       | 73    | 179   | 156   | 12    | 39    | 11       | 1        | 2        | 58    | 24    | 2     | 1        | 1     | 0     | 21    | 0     | 1     | 29    | 2        | .250  | .343     | .372     | .714  |
| 2005       | 楽天       | 20    | 29    | 28    | 4     | 4     | 1        | 0        | 0        | 5     | 1     | 0     | 1        | 0     | 0     | 1     | 0     | 0     | 6     | 0        | .143  | .172     | .179     | .351  |
| 通算：13年 | 通算：13年 | 738   | 1720  | 1537  | 159   | 387   | 78       | 9        | 24       | 555   | 155   | 27    | 15       | 24    | 7     | 139   | 5     | 13    | 305   | 22       | .252  | .318     | .361     | .679  |

### 記録
- 初出場：1993年4月20日、対ヤクルトスワローズ4回戦（明治神宮野球場）、8回表に服部裕昭の代打として出場
- 初安打：1993年4月30日、対広島東洋カープ1回戦（広島市民球場）、7回表に渡辺伸彦の代打として出場、北別府学から
- 初先発出場：1993年6月13日、対広島東洋カープ10回戦（阪神甲子園球場）、7番・遊撃手として先発出場
- 初本塁打・初打点：1995年4月8日、対中日ドラゴンズ2回戦（ナゴヤ球場）、7回表に藪恵壹の代打として出場、古池拓一からソロ
- 初盗塁：1995年4月20日、対横浜ベイスターズ2回戦（横浜スタジアム）、8回表に二盗（投手：島田直也、捕手：大塚義樹）

### 背番号
- 68 （1989年 - 1997年）
- 12 （1998年 - 2001年、2018年 - ）
- 62 （2002年 - 2004年）
- 41 （2005年）
- 86 （2006年 - 2013、2015年）

### 登録名
- 星野 修 （ほしの おさむ、1989年 - 2001年）
- 星野 おさむ （ほしの おさむ、2002年 - 2013年、2015年、2018年 - ）